# Lyonel Trouillot
Lyonel Trouillot (ur. 1956 w Port-au-Prince) – haitański poeta i prozaik.

## Życiorys
Urodził się w 1956 roku w Port-au-Prince w rodzinie adwokatów. W wieku 14 lat wyjechał z matką do Stanów Zjednoczonych, lecz powrócił na Haiti po pięciu latach.
Jego eseje i poezja ukazywały się w prasie haitańskiej tak w Haiti, jak w zagranicznych ośrodkach diaspory. Pisał również teksty piosenek. W 2014 roku, wraz z Raoulem Peckiem i Pascalem Bonitzerem, napisał scenariusz do filmu Meurtre à Pacot w reżyserii Pecka.
Jego politycznie zaangażowana twórczość prozatorska opisuje i analizuje haitańską tożsamość. Powieść La belle amour humaine znalazła się w 2011 roku na krótkiej liście tytułów nominowanych do Nagrody Goncourtów oraz została wyróżniona m.in. Grand Prix du Roman Métis (2011) i nagrodą literacką Genewskich Targów Książki (2012). W 2013 roku Trouillot otrzymał Prix Carbet de la Caraïbe et du Tout-Monde za powieść Parabole du failli, zaś w 2018 roku został wyróżniony nagrodą Prix littéraire des Caraïbes za całokształt twórczości.
Jest Kawalerem Orderu Sztuki i Literatury.

## Wybrana twórczość
- 1989: Les Fous de Saint-Antoine[2]
- 1993: Le Livre de Marie[2]
- 1996: Rue des pas-perdus[2]
- 2000: Thérèse en mille morceaux[2]
- 2001: Enfants des héros, wyd. pol.: Dzieci bohaterów. Jacek Giszczak (tłum.). Karakter. ISBN 978-83-927366-2-2. Brak numerów stron w książce
- 2004: Bicentenaire, wyd. pol.: Niedziela, 4 stycznia. Jacek Giszczak (tłum.). Karakter, 2016. ISBN 978-83-65271-18-1. Brak numerów stron w książce
- 2009: Yanvalou pour Charlie[3]
- 2011: La belle amour humaine[4]
- 2013: Parabole du failli[4]